# 马克·维杜卡
馬克·安东尼·維杜卡（Mark Anthony Viduka，1975年10月9日—）出生于澳洲的墨爾本，是一名前澳洲的足球运动員，因為不獲已降班至英冠聯賽的纽卡斯尔續約而回復自由身，曾是澳洲國家隊的隊長。

## 足球生涯

### 球會
1993年，維杜卡效力於澳洲的墨爾本騎士隊開始其職業生涯，參加當時的澳洲全國足球聯賽（現己被澳洲甲组足球联赛所取代），其間曾兩次當選澳洲全國足球聯賽的足球先生，協助球隊於1995年奪得聯賽錦標。
同年維杜卡轉戰至克羅地亞效力萨格勒布迪纳摩三個年頭，其間首次参加欧洲联盟杯。
1998年12月，些路迪以350萬英鎊將維杜卡帶到蘇超。2000年，維杜卡當選蘇格蘭PFA足球先生，被认为擁有優秀技術及控球能力，但些路迪的球迷與維杜卡的關係並不友好，維杜卡曾表示他於蘇格蘭的表現只有最高狀態的七成，同時效力期間的6場與同城死對頭格拉斯哥流浪的比賽只得1球進帳。
2000年，利兹联的領隊大衛·奧拉利以600萬英鎊將維杜卡羅致旗下。2003/04年球季標示利兹联結束其14年頂級聯賽生涯，財赤嚴重的利兹联陸續將球星出售以減輕財政負擔，維杜卡以450萬英鎊被賣到米杜士堡。在利兹联的4年，維杜卡每年都是球隊的首席射手。
2007年6月7日，維杜卡接受時任纽卡素領隊艾拿戴斯的邀請加盟纽卡素，合約為期兩年，另球會有選擇權延長多一年。

### 國家隊
維杜卡是澳洲國家隊的隊長，曾帶領球隊出戰2006年世界盃及2007年亞洲盃。

## 外部連結
- 2006年世界杯维杜卡簡介 （页面存档备份，存于）

| 獎項   | 獎項                  | 獎項   |
| ------ | --------------------- | ------ |
| 前任： | 大洋洲足球先生 2000年 | 繼任： |